# Козлов, Савелий Алексеевич
Саве́лий Алексе́евич Козло́в (19 января 1997, Москва) — российский футболист, защитник; функционер.

## Биография
Родился в Москве, но с раннего детства стал проживать в Реутове. Родители Алексей Владимирович и Лариса Михайловна — врачи. Футболом стал заниматься в шесть лет в секции, куда его отвёл отец, который играл за «Спартак» Рязань. Первая школа — «Локомотив-2» Перово, тренер Александр Александрович Харитонов. Через год перешёл в «Локомотив», где занимался до выпуска из школы. Затем выступал в ФШМ «Торпедо», ЛФЛ у Владимира Волчека.
В 2015 году перешёл в самарские «Крылья Советов», в молодёжном первенстве 2015/16 сыграл 18 матчей, забил два гола.
ЦСКА
В 2017 году перешёл в ЦСКА и в сезонах 2017/18 и 2018/19 за молодёжный состав в 30 матчах забил два гола.
«Тюмень»
В феврале 2018 перешёл в «Тюмень», дебютировал в первенстве ФНЛ 4 марта в матче против «Олимпийца» (0:0). Всего в 2018 году в ФНЛ сыграл 23 матча, забил три гола.
«Оренбург»
В феврале 2019 подписал 3,5-летний контракт с клубом Премьер-лиги «Оренбург». Дебютировал 11 марта в гостевом матче с «Краснодаром» (2:2).
21 января 2021 было объявлено об аренде Савелия в «Тамбов» до конца сезона 2020/21. Уже 16 февраля 2021 года арендное соглашение было аннулировано, поскольку руководство «Тамбова» решило резко сократить платёжную ведомость. На весеннюю часть сезона 2020/21 Премьер-лиги Козлов заявлен не был.
«Динамо» (Махачкала)
С августа 2022 года является заместителем генерального директора по развитию клуба в махачкалинском «Динамо».

## Статистика выступлений

### Клубная статистика
По состоянию на 21.01.21
| Выступление      | Выступление      | Выступление      | Лига | Лига | Кубки | Кубки | Еврокубки | Еврокубки | Итого | Итого |
| Клуб             | Лига             | Сезон            | Игры | Голы | Игры  | Голы  | Игры      | Голы      | Игры  | Голы  |
| ---------------- | ---------------- | ---------------- | ---- | ---- | ----- | ----- | --------- | --------- | ----- | ----- |
| Тюмень           | ФНЛ              | 2017/18          | 3    | 0    | 0     | 0     | —         | —         | 3     | 0     |
| Тюмень           | ФНЛ              | 2018/19          | 20   | 2    | 1     | 0     | —         | —         | 21    | 2     |
| Тюмень           | Итого            | Итого            | 23   | 2    | 1     | 0     | 0         | 0         | 24    | 2     |
| Оренбург         | Премьер-лига     | 2018/19          | 8    | 0    | 1     | 0     | —         | —         | 9     | 0     |
| Оренбург         | Премьер-лига     | 2019/20          | 9    | 0    | 0     | 0     | —         | —         | 9     | 0     |
| Оренбург         | ФНЛ              | 2020/21          | 12   | 1    | 1     | 0     | —         | —         | 13    | 1     |
| Оренбург         | Итого            | Итого            | 29   | 0    | 2     | 0     | 0         | 0         | 31    | 0     |
| Всего за карьеру | Всего за карьеру | Всего за карьеру | 52   | 2    | 3     | 0     | 0         | 0         | 55    | 2     |